# BMW M4 (G82)
La BMW M4 G82 est la deuxième génération de M4, coupé plus sportif de la gamme Série 4 de la marque bavaroise.

## Historique
En septembre 2020, BMW dévoile la seconde génération de BMW M4. Esthétiquement parlant, la BMW M4 G82 évolue profondément. Elle adopte une nouvelle calandre, beaucoup plus imposante que celle de sa devancière, et des phares affinés.
Comme la génération précédente elle est équipée d’un 6 cylindres en ligne turbocompressé de 3 litres. Il développe 480 chevaux et jusqu’à 510 chevaux dans sa version compétition.
BMW propose une boîte de vitesses mécanique à 6 rapports ou une boîte automatique à 8 rapports (à convertisseur de couple).
Pour la première fois sur la M4, BMW introduit une version 4 roues motrices. Dénommée M xDrive, cette version équipée d'une transmission intégrale permet de passer en propulsion. 
Les premières unités sont assemblées en novembre 2020, les livraisons mondiales débutant début 2021.

## Motorisations
|                            | M4                                      | M4 Compétition                          |
| Moteur                     | 6-cylindres en ligne                    | 6-cylindres en ligne                    |
| Code moteur                | S58B30T0                                | S58B30T0                                |
| Cylindrée (cm³)            | 2993                                    | 2993                                    |
| Alimentation               | Bi-turbocompressé                       | Bi-turbocompressé                       |
| Puissance maximale ch (kW) | 480                                     | 510                                     |
| au régime de (tr/min)      | 6250                                    | 6250                                    |
| Couple maximal (Nm)        | 550                                     | 650                                     |
| au régime de (tr/min)      | 2650 à 6130                             | 1750 à 550                              |
| Norme environnementale     | Euro 6d                                 | Euro 6d                                 |
| Boîte de vitesses          | Manuelle à 6 rapports                   | M Steptronic 8 avec Drivelogic          |
| Transmission               | Propulsion (Intégrale M xDrive en 2021) | Propulsion (Intégrale M xDrive en 2021) |
| Vitesse maximale (km/h)    | 250 / (290 Pack M Driver)               | 250 / (290 Pack M Driver)               |
| 0-100 km/h (s)             | 4,2                                     | 3,9                                     |
| Consommation (l/100 km)    | 10,8                                    | 10,2                                    |
| Émissions de CO2 (g/km)    | 248                                     | 234                                     |
| Capacité du réservoir (L)  | 59                                      | 59                                      |
| Masse à vide (kg)          | 1 775                                   | 1 800                                   |

## M4 CSL

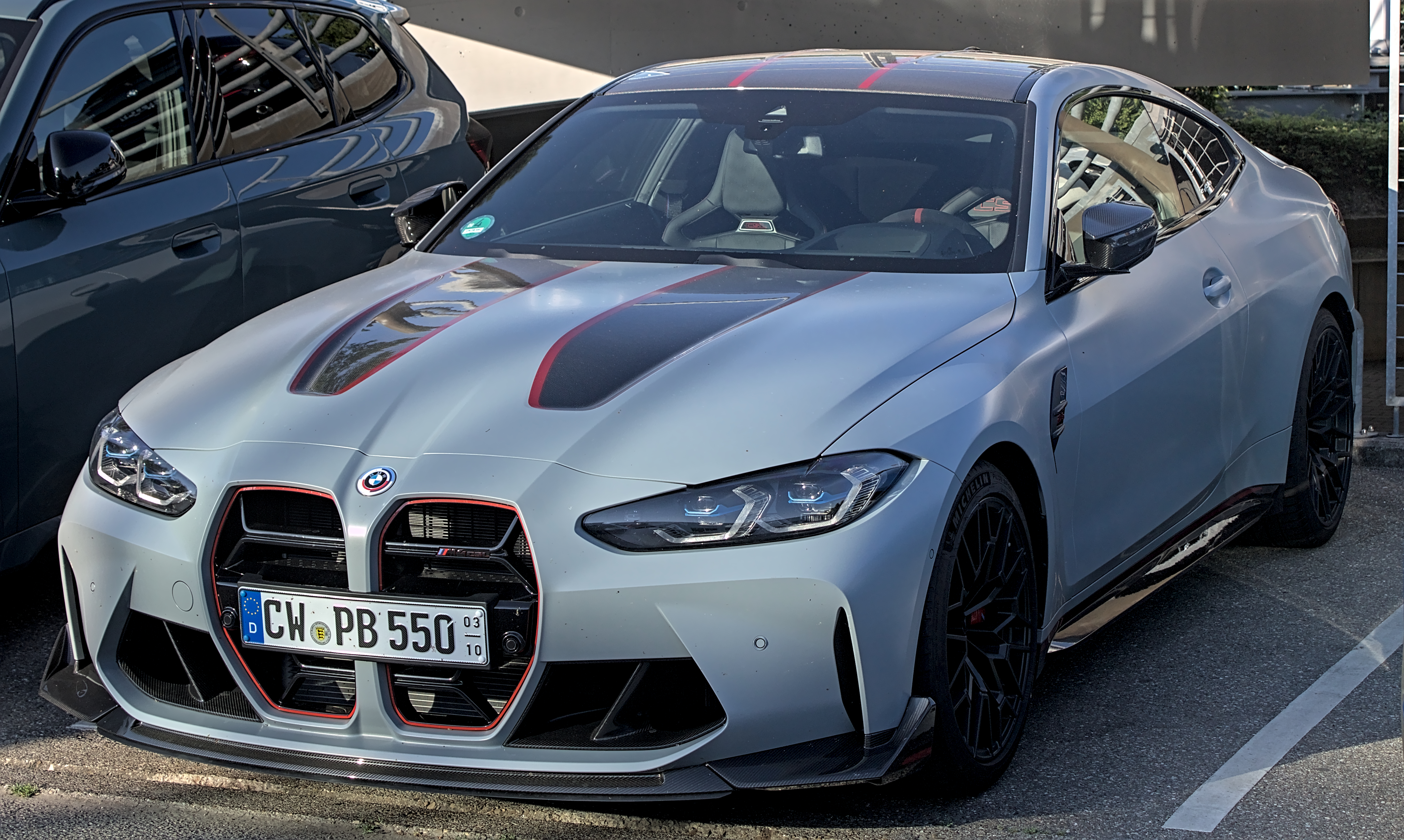
BMW M4 CSL.

La version CSL de ce coupé sportif est présentée le 20 mai 2022.
La M4 CSL est basée sur la M4 Compétition. Elle est la BMW de série la plus rapide de l'histoire sur le circuit du Nürburgring. La M4 CSL est produite à 1 000 exemplaires, dont 29 pour la France.
Cette version est plus légère d'environ 100 kg par rapport à une M4 standard. Cela est permis grâce à l'utilisation de carbone (capot, lame avant, volet de coffre, sièges), la suppression de la banquette arrière, les jantes allégées et le remplacement de la ligne d'échappement d'origine par une ligne d'échappement à silencieux titane et clapets.
Le moteur de la M4 CSL atteint une puissance de 550 ch, soit 40 ch de plus que la M4 Compétition. La gestion de boîte est modifiée, et la M4 CSL est rabaissée par rapport aux autres M4. En outre, les jantes sont spécifiques et les freins sont en carbone-céramique. On peut également noter que la pression des turbos de la M4 CSL est augmentée.

## Série limitée
- BMW M4 50 Jahre (2022)[6].
  - en hommage aux 50 ans de BMW M.
- BMW M4 VR46 (2025)                                        en hommage a Valentino Rossi qui concoure pour WRT Racing Team #46 en M4 GT3 EVO  sous le numéro 46.